# Məmməd Əsgərov
Məmməd Həsən oğlu Əsgərov (ros. Мамед Гасан оглы Аскеров, ur. 25 grudnia 1918 we wsi Yaycı w powiecie nachiczewańskim w guberni erywańskiej (obecnie w Nachiczewańskiej Republice Autonomicznej, zm. 27 lipca 1988 w Baku) – radziecki i azerbejdżański polityk.

## Życiorys
W 1932 skończył 7-letnią szkołę średnią w Culfie, od 1935 pracował jako zootechnik, w 1936 ukończył technikum rolnicze w Nachiczewanie, a w 1942 z wyróżnieniem Wydział Agronomiczny Azerbejdżańskiego Instytutu Rolniczego, został kandydatem nauk rolniczych. Pracował jako agronom w rejonowym oddziale gospodarki rolnej, w końcu 1943 został głównym agronomem Stacji Maszynowo-Traktorowej, w latach 1944–1948 był dyrektorem takiej Stacji. W 1945 został członkiem WKP(b), 1948–1954 był dyrektorem innej Stacji Maszynowo-Traktorowej, a 1954–1958 przewodniczącym komitetu wykonawczego rady rejonowej. W 1959 był krótko zastępcą przewodniczącego, a 1959–1964 przewodniczącym Rady Ministrów Nachiczewańskiej ASRR, jednocześnie od 18 lutego 1960 wchodził w skład KC Komunistycznej Partii Azerbejdżanu. W latach 1965–1969 i 1969–1976 był I sekretarzem dwóch kolejnych komitetów rejonowych KPA, a 1977-1985 ministrem gospodarki rolnej Azerbejdżańskiej SRR, potem przeszedł na emeryturę. Był deputowanym do Rady Najwyższej ZSRR 6 kadencji i do Rady Najwyższej ZSRR 4, 7 i 11 kadencji.

## Odznaczenia
- Medal Sierp i Młot Bohatera Pracy Socjalistycznej (12 grudnia 1973)
- Order Lenina (czterokrotnie, 30 kwietnia 1966, 8 kwietnia 1971, 12 grudnia 1973 i 27 grudnia 1976)
- Order Rewolucji Październikowej (23 lutego 1981)
- Order Czerwonego Sztandaru Pracy (dwukrotnie, 25 lutego 1946 i 10 marca 1948)

I medale.